# 卡斯特利翁新镇
卡斯特利翁新镇，是西班牙巴伦西亚自治区巴伦西亚省的一个市镇。总面积20平方公里，总人口7205人（2001年），人口密度360人/平方公里。